# Conférence téléphonique
Ne doit pas être confondu avec Téléconférence.
 (mars 2024).
Si vous disposez d'ouvrages ou d'articles de référence ou si vous connaissez des sites web de qualité traitant du thème abordé ici, merci de compléter l'article en donnant les références utiles à sa vérifiabilité et en les liant à la section « Notes et références ».

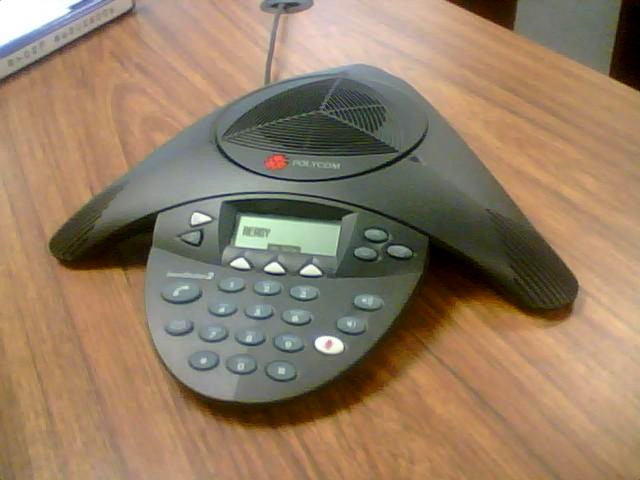
Un équipement permettant les conférences téléphoniques.

Une conférence téléphonique (en anglais : conference call) est un appel téléphonique au cours duquel quelqu'un parle à plusieurs personnes en même temps. La conférence téléphonique peut être configurée pour permettre à l'appelé de participer à l'appel, ou bien l'appel peut être configuré de sorte que l'appelé écoute simplement l'appel sans y participer.
Une conférence téléphonique peut être instaurée par un appelant qui appelle les autres participants et les ajoute à l'appel. Cependant, la méthode la plus utilisée permet aux participants d'appeler eux-mêmes un numéro de téléphone prédéterminé et un équipement spécialisé, appelé un pont de conférence téléphonique, qui les joint à la conférence.
Les entreprises font généralement appel à un fournisseur de services spécialisé qui assure la maintenance des ponts de conférence ou fournit les numéros de téléphone et les codes PIN que les participants composent pour accéder à la conférence. Ces fournisseurs de services peuvent aussi composer le numéro de téléphone des participants, les connecter et les présenter aux parties qui sont déjà en ligne. Ces fournisseurs peuvent également offrir d'autres services, comme la gestion de périodes de questions / réponses, la mise en sourdine de certaines lignes et l'enregistrement d'une conférence. Un opérateur peut souvent être appelé au cours d'une conférence à l'aide d'une combinaison de touches du téléphone d'un participant (parfois seulement par l'utilisateur qui a instauré la conférence). L'appel de l'opérateur se fait souvent par les touches *0 (l'astérisque suivi de la touche zéro).

## Conférence à trois
La conférence à trois est un type de conférence téléphonique disponible sur les lignes téléphoniques résidentielles ou commerciales, généralement moyennant des frais supplémentaires. Pour instaurer une conférence à trois, l'initiateur appelle le premier correspondant. Ensuite, il appuie sur une touche prévue à cet effet, habituellement le signal crochet commutateur (en anglais, flash hook) ou le bouton de rappel, puis, il appelle le second correspondant. Pendant la sonnerie, il appuie de nouveau sur la touche signal crochet commutateur (ou la touche de rappel) pour connecter les trois personnes ensemble. Cette fonction permet aussi à une personne d’ajouter un appel sortant à un appel déjà connecté.

## Ne pas confondre avec téléconférence
Il ne faut pas confondre conférence téléphonique et téléconférence. Téléconférence est un terme générique qui englobe toutes les formes de conférence à distance (par exemple, conférence téléphonique, visioconférence et conférence en ligne).
Le télé dans conférence téléphonique fait référence à téléphone alors que le télé dans téléconférence fait référence à télécommunication.

## Utilisation

### Entreprises
Les entreprises utilisent régulièrement des conférences téléphoniques pour communiquer avec des interlocuteurs distants, à la fois à l'interne et l'extérieur de leur entreprise. Des applications courantes sont des réunions avec des clients, des présentations de vente, des réunions et des mises à jour de projets, des réunions d'équipe, des formations et des communications avec des employés travaillant dans des lieux différents. La téléconférence est considérée comme l’un des principaux moyens de réduire les frais de déplacement et de permettre aux travailleurs d’être plus productifs en évitant de sortir du bureau pour des réunions.
Les téléconférences sont utilisées par presque toutes les sociétés par actions pour communiquer leurs résultats trimestriels. Ces appels permettent généralement aux analystes financiers de poser des questions et sont appelés des conférences sur les résultats trimestriels. Une téléconférence standard commence par une clause de non-responsabilité qui stipule que tout ce qui est dit pendant la téléconférence peut constituer un énoncé prospectif et que les résultats peuvent varier considérablement. Le PDG, le directeur financier ou le responsable des relations avec les investisseurs lira ensuite le rapport trimestriel de la société. Enfin, l'appel est ouvert aux questions des analystes.
Les conférences téléphoniques sont de plus en plus utilisées en conjonction avec des téléconférences Web, au cours desquelles des présentations ou des documents sont partagés via Internet. Cela permet aux personnes en communication d'afficher du contenu, tel que des rapports d'entreprise, des résultats de vente et des données d'entreprise. Le principal avantage est que le présentateur du document peut donner des explications claires sur les détails du document, tandis que d’autres visualisent simultanément la présentation. Il est préférable de ne pas mélanger les sources vidéo et audio sur le même réseau, car le flux vidéo peut entraîner des interruptions de la qualité du son.
Il est important de faire attention à l'étiquette lors de la participation à une conférence téléphonique. Par exemple, il faut s'abstenir de crier et de s'adonner à d'autres tâches durant la conférence. Il faut également prendre soin de programmer une conférence à un moment opportun.

### Tarif forfaitaire
Des services de conférence à tarif forfaitaire sont proposés par certaines compagnies. Ces services offrent un accès illimité à un pont de conférence pour un coût mensuel fixe.

### Facturation à l'utilisation
Au Royaume-Uni, des services de conférence sont proposés sur la base de facturation à l'utilisation, le coût des appels téléphoniques (en utilisant les numéros non géographiques de partage des revenus 0843/0844 ou 0871/0872) de chacun des participants couvrant le coût du service de conférence. Avec ce type de service, il n’y a pas de frais mensuels et généralement pas de contrat à signer.